# Impedância eletroquímica

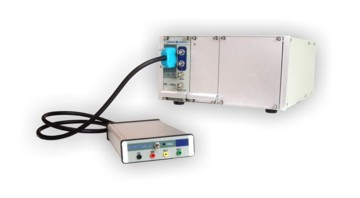
Fotografia de um potenciostato/galvanostato comercial.

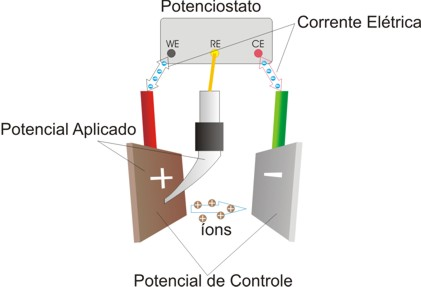
Representação esquemática de um potenciostato ligado a uma célula eletroquímica de três eletrodos.

A técnica de espectroscopia de impedância eletroquímica (EIE) , ou somente impedância eletroquímica, consiste na aplicação de um potencial elétrico variável, através de um potenciostato em uma célula eletroquímica e a medição da resposta, na forma de corrente elétrica, desta célula a esta excitação.
A frequência do potencial aplicado ao eletrodo de trabalho pode variar de alguns poucos milihertz ({\displaystyle 10^{-3}}) até alguns quilohertz ({\displaystyle 10^{3}}). Ao medir a corrente alternada que atravessa a célula eletroquímica a impedância Z é obtida da seguinte forma:
{\displaystyle Z={\frac {V}{I}}}
onde:
V = Potencial elétrico aplicado e 
I = Corrente elétrica medida.
A partir dos dados de impedância, o sistema pode ser modelado como um circuito elétrico que contém capacitores, indutores e resistores, que representam cada um dos fenômenos eletroquímicos que ocorrem na célula eletroquímica. Assim pode-se, por exemplo, quantizar a resistência do eletrólito ou a capacitância de dupla camada presente junto ao eletrodo de trabalho.
A impedância eletroquímica tem sido utilizada, principalmente, em duas áreas. Na parte de revestimentos esta técnica serve tanto para estudar revestimentos poliméricos como, por exemplo, tintas anticorrosivas para automóveis quanto para estudar revestimentos de conversão como, por exemplo, películas anodizadas em alumínio. A impedância eletroquímica também é largamente utilizada nos estudos de corrosão metálica, onde é o método mais recomendado para estudar os mecanismos de corrosão, sendo também aplicada ao estudo de corrosão localizada, também conhecida como corrosão por pites.